# 黒魔道士
黒魔道士（くろまどうし）は、スクウェア・エニックスのゲームソフト・ファイナルファンタジーシリーズ（以下、FFシリーズ）に登場するキャラクタークラスや肩書きの一つである。FFシリーズでは、キャラクタークラスをジョブという。『FFIII』、『チョコボと魔法の絵本』では黒魔道師、『FFX』、『FFX-2』では黒魔導士と表記している。
黒魔法とよばれる魔術を使う。対の存在として白魔道士がいる。

## 概要
初登場は、『ファイナルファンタジー』。黒魔術士の上位ジョブ。
『ファイナルファンタジーIII』などのジョブシステムがあるシリーズではジョブの一つ。
『ファイナルファンタジーIX』では、クジャによって作り出された存在。
チョコボシリーズなどでは、クロマとして一人の人物の固有名詞のように扱われることもある。

## 外見
基本的に、青や紫など暗い色のローブやマントを身に着け三角帽子をかぶっている。帽子を深くかぶっているため顔は暗くて見えず、瞳だけが黄色く浮き出ているように見える。力が弱く、ロッド、メイス、杖などの軽い武器を好む。ナイフや弓も使うことがある。
ただし、一部作品では上記とは異なる格好の黒魔道士も登場する。
『聖剣伝説 〜ファイナルファンタジー外伝〜』では、同じ容姿で、マジシャン、ウィザードと呼ばれるモンスターが登場し、『聖剣伝説3』では、マジシャン、ウィザード、ハイウィザードと呼ばれるモンスターが登場する。

## 作品ごとの個性
ファイナルファンタジーシリーズ全般においては、黒魔道士であるキャラクターやジョブは、「黒魔法」を扱うことが前提にあるため、黒魔法が使えない黒魔道士はいない。黒魔法は主に「攻撃」に関する魔法やキャラクターを弱体化する魔法が多い。
ファイナルファンタジー
初めに「黒魔術士」があり、上位の「黒魔道士」になることができる。黒魔法はレベルが8まであり、黒魔術士のままだと一部の黒魔法が扱えない。GBA版のイラストでは、小柄で青いローブを着ている。素顔は不明。
ファイナルファンタジーIII
風のクリスタルから得られるジョブ。上位のジョブに土のクリスタルで得られる「魔人」がある。黒魔法はクラスが8まであり、黒魔道師はクラス7まで扱える。ニンテンドーDS版では珍しく全員素顔。オープニングムービーではこの容姿をしたアルクゥが登場する。
なお、死亡時は黒魔導師は前のめりに倒れるのに対し、魔人は帽子だけが地面に落ちるというものになっている（魔剣士も同様で、鎧と兜だけが地面に落ちる))
ファイナルファンタジーIV
黒魔道士のパロムは、知性（魔法攻撃の強さ）が上がる、「つよがる」が使える。また、白魔道士のポロムと共同することで、「ふたりがけ」という魔法が使える。ふたりがけは、プチメテオ、プチフレアのどちらかが発動し、『ファイナルファンタジーIV アドバンス』では、装備品によってWメテオが発動する。
ファイナルファンタジーV
風のクリスタルで得られるジョブ。黒魔法はレベルが6まである。「MP30%アップ」のアビリティを覚える。
ファイナルファンタジーIX
『チョコボの不思議なダンジョン』シリーズのように、一つの種族として「黒魔道士」のビビが登場する。魔力が上がる「ためる」が使えるほか、騎士であるスタイナーの剣に魔法を掛けて攻撃する、「魔法剣」が使える。なお、魔法剣はスタイナーのコマンドであり、スタイナーとともにビビが戦闘に参加しなければ使えない。トランス状態（ある条件の下、特定の能力がアップする状態）では黒魔法のコマンドが「W黒魔法」に変わり、黒魔法を連続で発動できるようになる。
種族としての黒魔道士は、人工的に作られた自我のない存在として、主に「黒魔道士兵」に従事するものである。自我に目覚めた黒魔道士や元から自我を持つ黒魔道士もあり、前者は「黒魔道士の村」を形成し社会を築く者もいる。彼らは個体識別の方法として号数が割り振られており、これを個人の名前として認識している。また、近隣住民のドワーフ族からは種族名として、クロマ族と呼ばれている。モンスターとして登場する自我のない黒魔道士にはタイプがあり、タイプAからCの3段階ある。
後者は改造黒魔道士と呼ばれており、「戦い続ける」ことを存在理由とする極めて好戦的な黒魔道士として登場する。一般の黒魔道士と比べて格段に高い能力を有し、デザイン面では主に翼を持つ点が異なる。3体いる彼らは「黒のワルツ」といい、号数で呼ばれる。
ファイナルファンタジーX
プレイヤーキャラクターであるルールーの肩書きとして登場する。ルールーのオーバードライブ技（なんらかの方法で溜めるポイントが上限まで達すると使える技）は「テンプテーション」といい、一定時間内にデュアルショックの右アナログスティックを回すと、回す回数に応じて一度のターンに数回の黒魔法を使用できる。その黒魔法は、「T・ファイア」などの名前がつく。『FFX』はジョブシステムを採用していないので、育て方によっては彼女が白魔法や直接攻撃に特化したり、他のキャラクターに黒魔法を覚えさせることも出来る。
ファイナルファンタジーX-2
ドレスフィアの1つ。他の魔道士系ドレスと同様に「こうげき」のコマンドが無くなる。魔力が上がる「集中」や、他者からMPを奪う「MP吸収」を覚える。
ファイナルファンタジーXI
ゲーム開始時に選べるスタンダードジョブ。精霊魔法（「ファイア」「ブリザド」等）、暗黒魔法（「バイオ」「ドレイン」等）を得意とする。上位精霊魔法（「フレア」「トルネド」等）を操り瞬間火力は全ジョブでもトップクラス。その代わり敵の攻撃に晒されれば簡単に倒されてしまう脆さも併せ持つ。大人数の黒魔道士による魔法一斉掃射があまりに強力だったため、2006年のバージョンアップで一部のモンスターに連続的に同系統の魔法ダメージを与えると耐性がつくようになった。
なお、デジョンやグラビデの性能(効果)が他の作品とは大幅に異なっている(前者は、ホームポイントへの帰還魔法、後者は対象の移動速度および回避率をダウンさせる魔法)
ファイナルファンタジータクティクス
魔法を受けるとその魔法と同じ魔法で反撃するリアクションアビリティ「魔法返し」や、魔法攻撃力があがるサポートアビリティ「魔法攻撃力UP」を覚える。
ファイナルファンタジータクティクスアドバンス
人間族、モーグリ族、ン・モゥ族のなれるジョブ。サポートアビリティ「魔法返し」や、属性を持つ攻撃をする際に、相手の属性による耐性を弱くするサポートアビリティ「属性強化」、コンボアビリティ「黒コンボ」を覚える。
チョコボの不思議なダンジョン
モンスターとして黒魔道士、時魔道士が登場する。
チョコボの不思議なダンジョン2
モンスターとして黒魔道士、大黒魔道士、暗黒魔道士が登場するが、モンスターの暮らす村があるため、黒魔道士は村の住人としても登場する。村では「黒魔道士研究所」を構えており、そこで研究を行っている黒魔道士のビッグス、ウェッジ、ジェシー、クロマ、所長がいる。5人は連携して1つの魔法を使うことができる（魔法名は明らかにされていない）。
チョコボの不思議なダンジョン 時忘れの迷宮
人間の女性として登場。声優は渡辺明乃。外見は「ファイナルファンタジーV」に登場するファリスを少々若くしたような姿である。時忘れの街の秘密を知っている唯一の人物で、何度もチョコボに戦いを挑んでくる。その正体はシロマの姉クロマで、本名は「クロマ・マグノーリエ」。彼女が来て以降、ラファエロは破壊神として豹変する。
マリオバスケ 3on3
クロマが最終ボス兼隠しキャラクターとして登場する。トリッキータイプで、今作では非常にスタイリッシュな姿になっている。性別は不明。スペシャルショットは「メテオ」。シロマの「ホーリー」、クッパの「ボンバーダンク」と並んで最もエフェクトが派手。
MARIO SPORTS MIX
隠しキャラクターとして登場する。外見は「マリオバスケ 3on3」と同じ。
ファイナルファンタジーレジェンズ 光と闇の戦士
光の戦士、闇の戦士で習得できるジョブ。レベル7までの黒魔法を使う事が出来る。男性、女性ともグラフィックは同じ。ローブの色はイメージカラーに影響する。

## 優劣関係にあるジョブなど
『FFI』でゲーム開始時に選択できるジョブは、黒魔道士ではなく、黒魔術士である。黒魔術士は、黒魔法を扱う点で黒魔道士と同一であるが、高いレベルの黒魔法は扱えない。シナリオを進めると、黒魔術士は黒魔道士になることができる。（クラスチェンジという）。ゲーム開始時に黒魔術士として設定したプレイヤーキャラクターは、クラスチェンジにより初めて高いレベルの黒魔法が扱える。
のち、『FFIII』でジョブチェンジシステムが登場したとき、黒魔術士は消滅した。しかし、『FFIII』ではジョブの優劣概念は失っておらず、黒魔道士より高いレベルの黒魔法が扱えるジョブ、魔人が登場する。なお、魔人は『FFT』にも同名のジョブが登場するが、同名なだけで関連性は無い。
黒魔道士はチョコボの不思議なダンジョンシリーズでもモンスターとして登場するが、『チョコボの不思議なダンジョン』では、黒魔道士の配色を変えたモンスター、時魔道士が登場する。黒魔道士よりも高位の魔道士とされる。
FFシリーズの時魔道士は、黒魔道士とは異なる系統のジョブである。黒魔法とは異なる系統の魔法、「時空魔法（時魔法）」を扱い、キャラクターデザインも異なる（『FFV』に関しては、時魔法は白魔法から派生したものであるという設定がある）。しかし、『チョコボの不思議なダンジョン』では上記から、黒魔道士と同じ系統のモンスターである性格が強い。FFシリーズの「時空魔法（時魔法）」に由来する魔法を扱う点では、FFシリーズの時魔道士と同じ性格を有する。『FFT』では黒魔道士としての経験を積むことで時魔道士にジョブチェンジが可能になる。
『チョコボの不思議なダンジョン2』では、黒魔道士より上位のモンスターとして大黒魔道士、さらに上位のモンスターとして暗黒魔道士が登場する。やはり高いレベルの黒魔法を扱う。

## 登場作品

### ファイナルファンタジーシリーズ
括弧内は職業が黒魔道士のキャラクター名。※印のついている作品ではジョブチェンジシステムなどにより、括弧内のどのキャラクターでもなることができる。
- ファイナルファンタジー※
- ファイナルファンタジーIII※（光の戦士4人、DS版ではルーネス、アルクゥ、レフィア、イングズ）
- ファイナルファンタジーIV（パロム）
- ファイナルファンタジーV※（バッツ、レナ、ガラフ、ファリス、クルル）
- ファイナルファンタジーIX（ビビ、クロマ族、黒のワルツ1号-3号、黒魔道士タイプA-C）
- ファイナルファンタジーX（ルールー）
- ファイナルファンタジーX-2※（ユウナ、リュック、パイン）
- ファイナルファンタジーXI※（シャントット、ガダラル）
- ファイナルファンタジータクティクス※
- ファイナルファンタジータクティクスアドバンス※（人間族、ン・モゥ族、モーグリ族）
- ファイナルファンタジーレジェンズ 光と闇の戦士※（ソール、セーラ、アイギス、ダスク、ナハト、ディアナ、アルバ、グレイブ）

### その他の作品
- チョコボの不思議なダンジョン2（ビッグス、ウェッジ、ジェシー、クロマ、所長）
- チョコボレーシング 〜幻界へのロード〜（黒魔道士）
- ダイスDEチョコボ（黒魔道士）
- はたらくチョコボ
- チョコボと魔法の絵本（クロマ）
- チョコボの不思議なダンジョン 時忘れの迷宮（謎の黒魔道士/クロマ）
- マリオバスケ 3on3（クロマ）
- キングダムハーツ2（ビビ）